# Lieuvillers
Lieuvillers [ljøvile] est une commune française située dans le département de l'Oise en région Hauts-de-France.

## Géographie

### Localisation
Lieuvillers est une commune située à 69 km au nord de Paris, 30 km à l'est de Beauvais, 25 km à l'ouest de Compiègne et à 49 km au sud d'Amiens.
Elle se trouve dans l'aire d'attraction de Paris, dans la zone d'emploi de Creil et dans le bassin de vie de Saint-Just-en-Chaussée.

### Communes limitrophes
Les communes limitrophes sont Angivillers, Cuignières, Erquinvillers, Le Plessier-sur-Saint-Just, Pronleroy, Saint-Remy-en-l'Eau et Valescourt.
| Le Plessier-sur-Saint-Just     | Angivillers   |           |
| Valescourt Saint-Remy-en-l'Eau | Lieuvillers   | Pronleroy |
| Cuignières                     | Erquinvillers |           |

### Géologie et relief
La superficie de la commune est de 9,41 km2 ; son altitude varie de 92  à   159 mètres.
Le territoire de Lieuvillers offre l'aspect d'un vaste plateau ondulé, partie intégrante du plateau Picard où se situe le point culminant de la commune, au nord à 159 mètres d'altitude.
Il est entaillé de quelques vallées sèches tel la vallée des Frénaux, le fond de la Payelle au nord ainsi que la fosse Mayard et le fond des Nœuds à l'est s'orientant vers le bassin versant de l'Aronde. La vallée des Serans au sud-ouest se dirige quant à elle vers la vallée de l'Arré.
Le point le plus bas de la commune se situe dans le fond des Nœuds à 92 mètres au-dessus du niveau de la mer. Le village est construit entre 120 et 130 mètres et la coopérative agricole à 116 mètres.

### Hydrographie

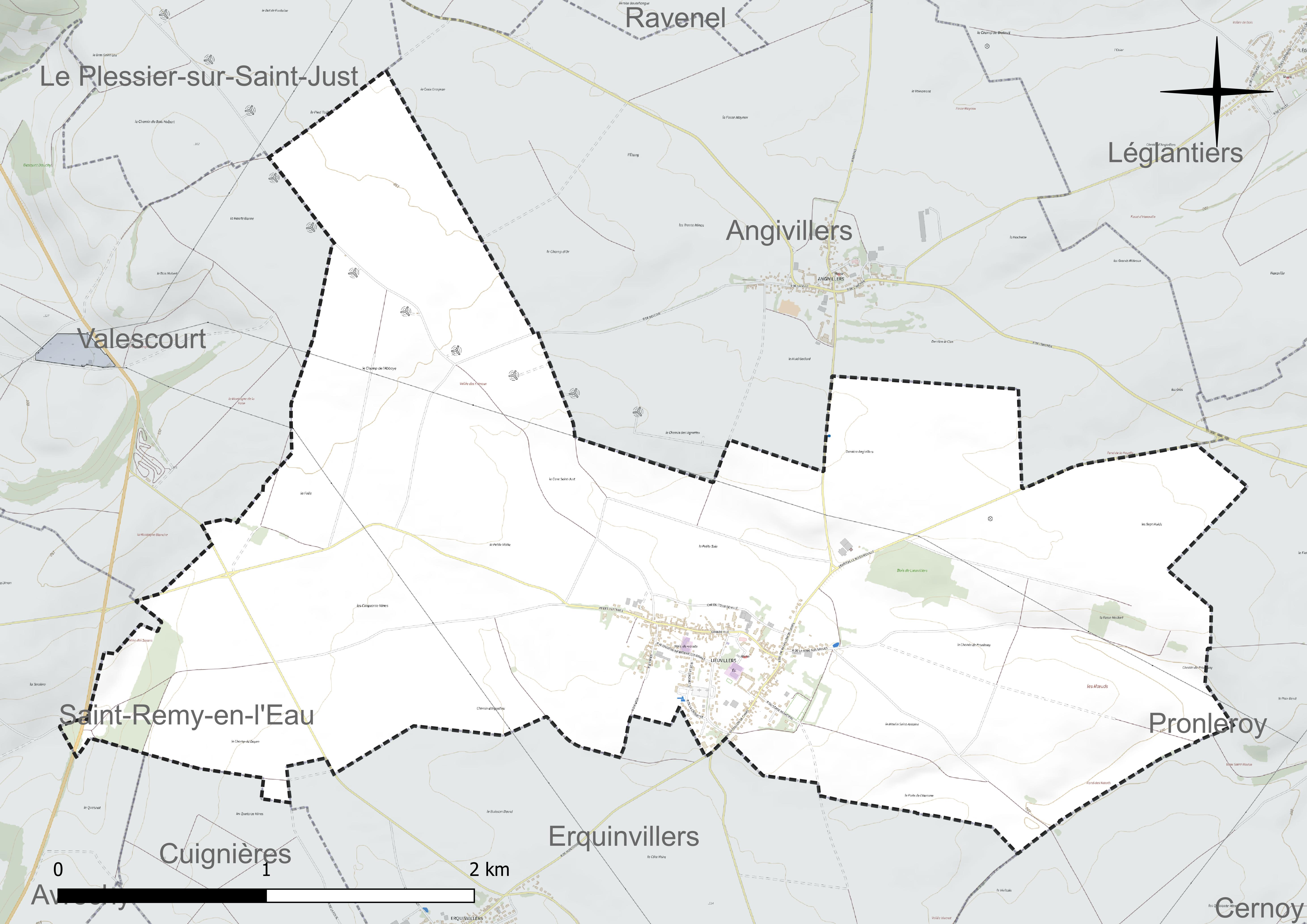
Réseau hydrographique de Lieuvillers.

La commune est située dans le bassin Seine-Normandie.
La commune de Lieuvillers, située à cheval sur les bassins versants de l'Aronde et de l'Arré n'est traversée par aucun cours d'eau permanent. Les vallées sèches sont alimentées par les ruissellements durant les pluies. Les zones les plus basses du territoire sont situées au-dessus de plusieurs nappes phréatiques sous-affleurantes,,.

### Climat
Pour des articles plus généraux, voir Climat des Hauts-de-France et Climat de l'Oise.
En 2010, le climat de la commune est de type climat océanique dégradé des plaines du Centre et du Nord, selon une étude du CNRS s'appuyant sur une série de données couvrant la période 1971-2000. En 2020, Météo-France publie une typologie des climats de la France métropolitaine dans laquelle la commune est exposée à un climat océanique et est dans la région climatique Nord-est du bassin Parisien, caractérisée par un ensoleillement médiocre, une pluviométrie moyenne régulièrement répartie au cours de l'année et un hiver froid (3 °C).
Pour la période 1971-2000, la température annuelle moyenne est de 10,5 °C, avec une amplitude thermique annuelle de 14,4 °C. Le cumul annuel moyen de précipitations est de 674 mm, avec 11,2 jours de précipitations en janvier et 7,6 jours en juillet. Pour la période 1991-2020, la température moyenne annuelle observée sur la station météorologique la plus proche, située sur la commune de Godenvillers à 14 km à vol d'oiseau, est de 11,1 °C et le cumul annuel moyen de précipitations est de 701,9 mm,. Pour l'avenir, les paramètres climatiques de la commune estimés pour 2050 selon différents scénarios d'émission de gaz à effet de serre sont consultables sur un site dédié publié par Météo-France en novembre 2022.

### Paysages
Les seuls espaces boisé subsistants sont les bois de Lieuvillers, au nord-est et de vallée des Serans au sud-ouest totalisant 25 hectares,.

## Urbanisme

### Typologie
Au 1er janvier 2024, Lieuvillers est catégorisée commune rurale à habitat dispersé, selon la nouvelle grille communale de densité à sept niveaux définie par l'Insee en 2022.
Elle est située hors unité urbaine. Par ailleurs la commune fait partie de l'aire d'attraction de Paris, dont elle est une commune de la couronne,.

### Occupation des sols

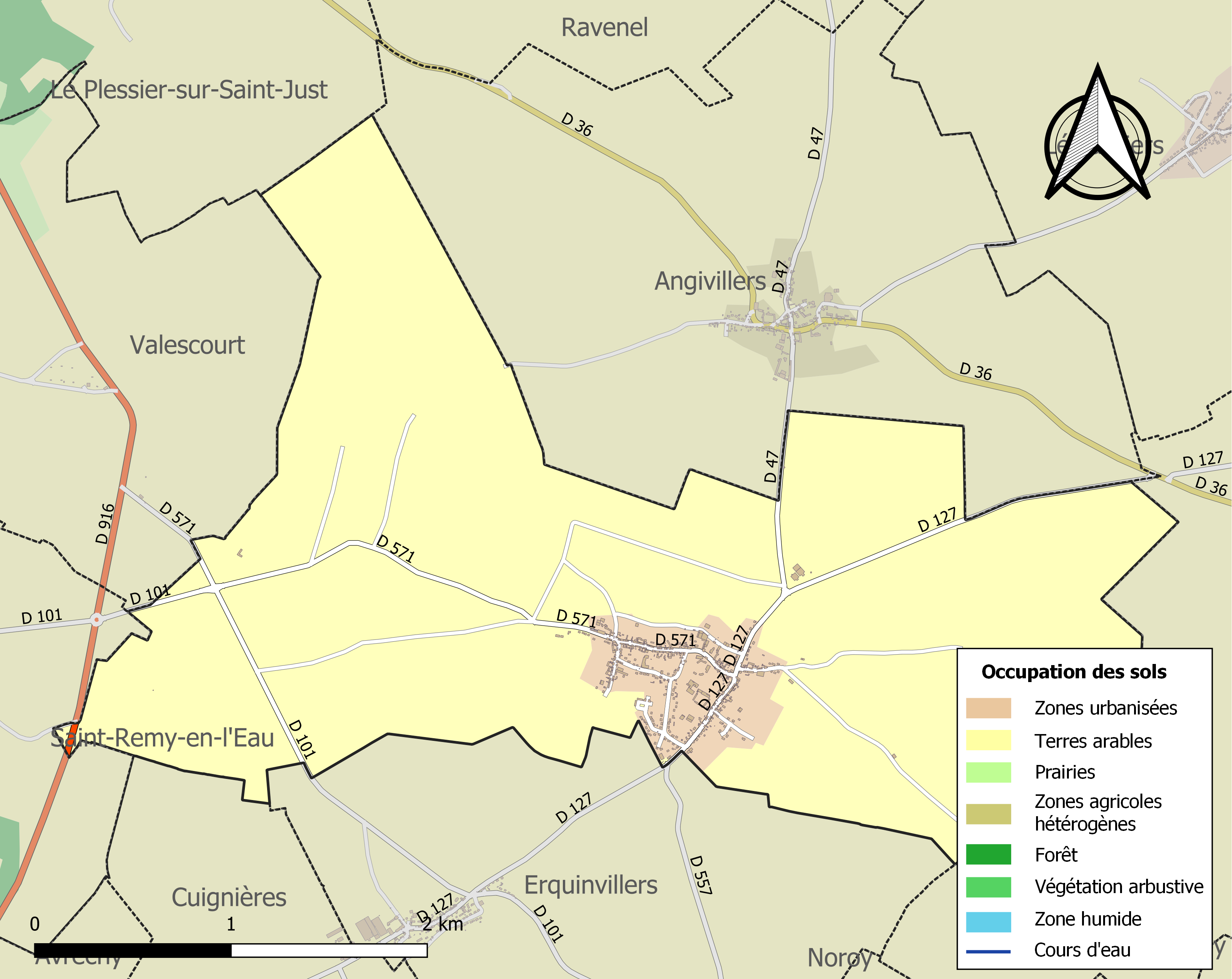
Carte des infrastructures et de l'occupation des sols de la commune en 2018 (CLC).

L'occupation des sols de la commune, telle qu'elle ressort de la base de données européenne d'occupation biophysique des sols Corine Land Cover (CLC), est marquée par l'importance des territoires agricoles (94,3 % en 2018), une proportion identique à celle de 1990 (94,3 %).
La répartition détaillée en 2018 est la suivante : terres arables (94,3 %), zones urbanisées (5,7 %).
L'évolution de l'occupation des sols de la commune et de ses infrastructures peut être observée sur les différentes représentations cartographiques du territoire : la carte de Cassini (XVIIIe siècle), la carte d'état-major (1820-1866) et les cartes ou photos aériennes de l'IGN pour la période actuelle (1950 à aujourd'hui).

### Habitat et logement
En 2021, le nombre total de logements dans la commune était de 281, alors qu'il était de 258 en 2016 et de 249 en 2011.
Parmi ces logements, 95,3 % étaient des résidences principales, 0,4 % des résidences secondaires et 4,4 % des logements vacants. Ces logements étaient pour 92,9 % d'entre eux des maisons individuelles et pour 7,1 % des appartements.
Le tableau ci-dessous présente la typologie des logements à Lieuvillers en 2021 en comparaison avec celle de l'Oise et de la France entière. Une caractéristique marquante du parc de logements est ainsi la faible proportion des résidences secondaires et logements occasionnels (0,4 %) par rapport au département (2,4 %) et à la France entière (9,7 %).
| Typologie                                               | Lieuvillers | Oise | France entière |
| ------------------------------------------------------- | ----------- | ---- | -------------- |
| Résidences principales (en %)                           | 95,3        | 90,5 | 82,2           |
| Résidences secondaires et logements occasionnels (en %) | 0,4         | 2,4  | 9,7            |
| Logements vacants (en %)                                | 4,4         | 7    | 8,1            |

### Voies de communications et transports
La RD 916, ancienne route nationale 16 de Paris à Dunkerque par Amiens longe une partie de la limite communale sud-ouest.
La commune est desservie par quatre routes départementales : les RD 47, la RD 101, la RD 127 et la RD 571. La courte route départementale 571 se détache de la D 916 au niveau de Valescourt, constitue la Grande-Rue d'ouest en d'est, voie principale du chef-lieu. Elle se termine au niveau de la rue du 134e-Bataillon-de-Chars. Cette constitue D 127, axe nord-sud reliant Fitz-James à Montiers. La D 47 se détache de la D 127 au nord du village en se dirigeant vers Rocquencourt. La D 101, de Bulles à Estrées-Saint-Denis croise la D 571 à l'ouest de la commune.
La station de chemin de fer la plus proche est la gare de Saint-Rémy-en-l'Eau à 5 km à l'ouest sur la ligne Paris - Amiens. La gare de Saint-Just-en-Chaussée, davantage desservie, se trouve à 6 km au nord-ouest sur la même ligne.
La commune est desservie, en 2023, par les lignes 683, 6304 et 6342 du réseau interurbain de l'Oise. La commune fait partie du réseau TADAM, service de transport collectif à la demande, mis en place à titre expérimental par la communauté de communes du Plateau Picard. Elle est reliée à l'un des 8 points de destination situés à Saint-Just-en-Chaussée, Maignelay-Montigny, La Neuville-Roy et Tricot au départ des 98 points d'origine du territoire. Une navette de regroupement pédagogique intercommunal (ligne 6803) relie le village aux communes voisines de Cernoy, Noroy, Angivillers, Erquinvillers et Cuignières.

### Énergie
Le  parc éolien de Bois-Hubert, géré par la Compagnie du vent, se trouve sur le territoire communal.
Un projet de méthaniseur, évoqué en 2021 près de l'ancienne ferme de la Folie,, est en service.

### Risques naturels et technologiques
La commune se trouve en zone de sismicité 1, c'est-à-dire faiblement exposée aux risques de tremblement de terre.

## Toponymie
Le nom de la localité est attesté sous les formes in Leovillari (1195) ; Lieuviller (1200) ; Lieviller (1213) ; Lieviler (1213) ; Liouviler (1238) ; Liuviller (1256) ; Lieuviler (1258) ; Drieus de Lieuviller (1271) ; Liuviler (1289) ; Leuviller (1292) ; la ville de Lieuvillé (1311) ; in villa de Loco villari (1311) ; de Locovillare (1330) ; Liuvillier (1372) ; eccl. de Locovillari (XVe) ; Lieviller (1419) ; Lieuvillers lez Montdidier (1462) ; Lyeuviller (1536) ; Lieuvillé (1550) ; Lievillé (XVIe) ; Lienviller (1667) ; Lieuvillers (1840).

## Histoire

### Antiquité
À l'époque gallo-romaine une voie romaine traverse la partie ouest du village. Des traces d'occupation ont été révélées en 1654 dans les fondations d'un vieux bâtiment de petites statues de Cérès (déesse de l'agriculture selon la mythologie romaine).

### Moyen Âge
De nombreuses histoires locales évoquent les exactions et les pillages que la population a dû subir lors de l'invasion des Normands, des guerres des comtes de Flandre contre les rois de France, de la guerre de Cent Ans, des invasions bourguignonnes et espagnoles.

### Temps modernes
Lieuvillers possédait de nombreux souterrains dont plusieurs ont été mis au jour lors de travaux d'adduction d'eau. Ils seraient reliés au village voisin de Pronleroy et il est fort probable que les habitants y descendaient lors d'éventuelles menaces.

### Époque contemporaine
Les souvenirs sont plutôt faibles du passage des Cosaques en 1815 et de l'armée prussienne en 1870.

#### Première Guerre mondiale
Durant la Première Guerre mondiale, Lieuvillers est à proximité du front (tranchées et impacts d'obus encore visibles dans le bois avoisinant) mais les dégâts matériels n'ont été que très limités.

#### Seconde Guerre mondiale
Au cours de la bataille de France de 1940, Lieuvillers est le théâtre d'un combat de chars qui opposa le 34e bataillon de chars français à la 10e division de Panzer allemande, le 9 juin 1940. Le 34e bataillon est anéanti. Le 24e régiment de tirailleurs sénégalais et le 12e régiment d'artillerie coloniale de la 4e division d'infanterie coloniale prennent la relève et décrochent vers 21 heures. Les prisonniers africains sont massacrés dans une cour de ferme par les Allemands. La rue du 34e bataillon de chars rappelle ce combat.
Le 26 août 1944, six militaires alliés d'une  unité anglo-franco-belge de Special Air Service, le capitaine Kirchen, le lieutenant Franck, les soldats Bouillon, Flips, Moyse et Pietquin, sont chargés, dans le cadre de l'opération Benson, de communiquer la densité du trafic routier allemand sur les axes Paris-Compiègne et Paris-Soissons. Parachutés par erreur en raison du temps déplorable entre  Saint-Just-en-Chaussée et Valescourt, ils sont secourus par un habitant du village, alors occupé par l'armée allemande, puis par la résistance locale qui les héberge à la ferme de la Folie. Un combat les oppose aux soldats allemands, qui aboutit à l'incendie de la ferme. Les soldats alliés parviennent à transmettre leurs informations le 30 août 1944, permettant ainsi aux alliés une connaissance fine du terrain. Deux stèles commémoratives le rappellent à Lieuvillers,.
.

#### Fin duXXesiècle
En 1990, la mairie a été ravagée par un incendie qui a causé la perte de nombreux documents, cet événement marque durablement la population.

## Politique et administration

### Rattachements administratifs et électoraux

#### Rattachements administratifs
La commune se trouve depuis 1926 dans l'arrondissement de Clermont du département de l'Oise.
Après avoir été désignée chef-lieu de canton  en 1793, elle faisait partie depuis 1801 du canton de Saint-Just-en-Chaussée. Dans le cadre du redécoupage cantonal de 2014 en France, cette circonscription administrative territoriale a disparu, et le canton n'est plus qu'une circonscription électorale.

#### Rattachements électoraux
Pour les élections départementales, la commune fait partie depuis 2014 d'un nouveau canton de Saint-Just-en-Chaussée porté de 29 à 84 communes.
Pour l'élection des députés, elle fait partie de la première circonscription de l'Oise.

### Intercommunalité
Lieuvillers était membre de la communauté de communes du Plateau Picard, un établissement public de coopération intercommunale (EPCI) à fiscalité propre créé en 2000 et auquel la commune a transféré un certain nombre de ses compétences, dans les conditions déterminées par le code général des collectivités territoriales.

### Liste des maires
| Période                                  | Période                         | Identité         | Étiquette | Qualité                                               |
| ---------------------------------------- | ------------------------------- | ---------------- | --------- | ----------------------------------------------------- |
| Les données manquantes sont à compléter. |                                 |                  |           |                                                       |
|                                          |                                 |                  |           |                                                       |
| avril 1814                               |                                 | Louis Paul Labbé |           |                                                       |
|                                          |                                 |                  |           |                                                       |
| août 1821                                |                                 | Hilaire Woidier  |           |                                                       |
|                                          |                                 |                  |           |                                                       |
| mars 2001                                | 2014                            | Jacques Jumel    | DVD       | Agriculteur                                           |
| 2014                                     | mai 2020                        | Serge Vandewalle |           | Retraité de la fonction publique                      |
| mai 2020                                 | En cours (au 27 septembre 2024) | Michaël Negi     |           | Enseignant en architecture au Lycée Corot de Beauvais |

### Instances de démocratie participative
La commune s'est dotée d'un Conseil des jeunes.

## Équipements et services publics

### Espaces publics
Lieuvillers faisait partie des villages fleuris de France depuis 1968, trois fleurs attribuées de 2007 à 2017 par le Conseil des Villes et villages fleuris de France au Concours des villes et villages fleuris. En 2018, la commune a décidé de ne plus participer au concours, en désaccord avec certaines orientations de l'association organisatrice.

### Enseignement
Les enfants de la commune sont scolarisés avec ceux d'Angivillers, Cernoy, Cuignières, Erquinvillers et Noroy à l'école des six villages dans le cadre d'un regroupement pédagogique.

### Postes et télécommunications
Une agence postale communale est installée en mairie.

### Santé et solidarité
Une micro-crèche de onze berceaux a ouvert à Lieuvillers en 2019 dans les locaux de l'ancienne école primaire.
La commune accueille un EHPAD, la Résidence Les Alysses

## Population et société

### Démographie
Les habitants sont appelés les Lieuvillois et les Lieuvilloises.

#### Évolution démographique
L'évolution du nombre d'habitants est connue à travers les recensements de la population effectués dans la commune depuis 1793. Pour les communes de moins de 10 000 habitants, une enquête de recensement portant sur toute la population est réalisée tous les cinq ans, les populations de référence des années intermédiaires étant quant à elles estimées par interpolation ou extrapolation. Pour la commune, le premier recensement exhaustif entrant dans le cadre du nouveau dispositif a été réalisé en 2008.

En 2022, la commune comptait 708 habitants, en évolution de −0,7 % par rapport à 2016 (Oise : +0,87 %, France hors Mayotte : +2,11 %).
| 1793 | 1800 | 1806 | 1821 | 1831 | 1836 | 1841 | 1846 | 1851 |
| ---- | ---- | ---- | ---- | ---- | ---- | ---- | ---- | ---- |
| 457  | 451  | 532  | 454  | 494  | 486  | 421  | 465  | 464  |

| 1856 | 1861 | 1866 | 1872 | 1876 | 1881 | 1886 | 1891 | 1896 |
| ---- | ---- | ---- | ---- | ---- | ---- | ---- | ---- | ---- |
| 464  | 457  | 445  | 452  | 462  | 436  | 435  | 404  | 415  |

| 1901 | 1906 | 1911 | 1921 | 1926 | 1931 | 1936 | 1946 | 1954 |
| ---- | ---- | ---- | ---- | ---- | ---- | ---- | ---- | ---- |
| 411  | 339  | 338  | 319  | 336  | 312  | 315  | 317  | 343  |

| 1962 | 1968 | 1975 | 1982 | 1990 | 1999 | 2006 | 2008 | 2013 |
| ---- | ---- | ---- | ---- | ---- | ---- | ---- | ---- | ---- |
| 398  | 395  | 370  | 383  | 513  | 515  | 587  | 608  | 637  |

| 2018 | 2022 | - | - | - | - | - | - | - |
| ---- | ---- | - | - | - | - | - | - | - |
| 706  | 708  | - | - | - | - | - | - | - |

#### Pyramide des âges
La population de la commune est relativement jeune.
En 2018, le taux de personnes d'un âge inférieur à 30 ans s'élève à 34,2 %, soit en dessous de la moyenne départementale (37,3 %). À l'inverse, le taux de personnes d'âge supérieur à 60 ans est de 27,1 % la même année, alors qu'il est de 22,8 % au niveau départemental.
En 2018, la commune comptait 329 hommes pour 377 femmes, soit un taux de 53,4 % de femmes, largement supérieur au taux départemental (51,11 %).
Les pyramides des âges de la commune et du département s'établissent comme suit.
| Hommes | Classe d’âge | Femmes |
| ------ | ------------ | ------ |
| 2,4    | 90 ou +      | 5,3    |
| 7,6    | 75-89 ans    | 10,6   |
| 13,4   | 60-74 ans    | 14,3   |
| 18,5   | 45-59 ans    | 18,3   |
| 23,1   | 30-44 ans    | 18,0   |
| 15,8   | 15-29 ans    | 14,1   |
| 19,1   | 0-14 ans     | 19,4   |

| Hommes | Classe d’âge | Femmes |
| ------ | ------------ | ------ |
| 0,5    | 90 ou +      | 1,4    |
| 5,5    | 75-89 ans    | 7,6    |
| 15,6   | 60-74 ans    | 16,3   |
| 20,8   | 45-59 ans    | 20     |
| 19,4   | 30-44 ans    | 19,4   |
| 17,6   | 15-29 ans    | 16,2   |
| 20,6   | 0-14 ans     | 19,1   |

### Manifestations culturelles et festivités
- La Fête de la fleur, fondée par l'association La main verte, tient en mai 2024 sa 19e édition[39].

### Vie associative
La commune dispose d'un comité des fêtes

### Sports et loisirs
Le club de football de la commune est l’US Lieuvillers.

## Culture locale et patrimoine

### Lieux et monuments
- Église Saint-Hilaire : de style néogothique, elle date du XIXe siècle et nécessite des travaux de réfection de la toiture[42].
- Vestige du manoir seigneurial (XVIe siècle) : il appartenait au seigneur de Vignecourt.
- Arboretum : réalisé en 1994, il contient plus de 120 espèces d'arbres et constitue le principal espace vert du village.

- Jardin des Abysses, Grande rue[43].
- Jardin du Château[44].
- Stèle érigée en hommage aux parachutistes du 30 août 1944, au carrefour des routes départementales RD 101 et RD 571.

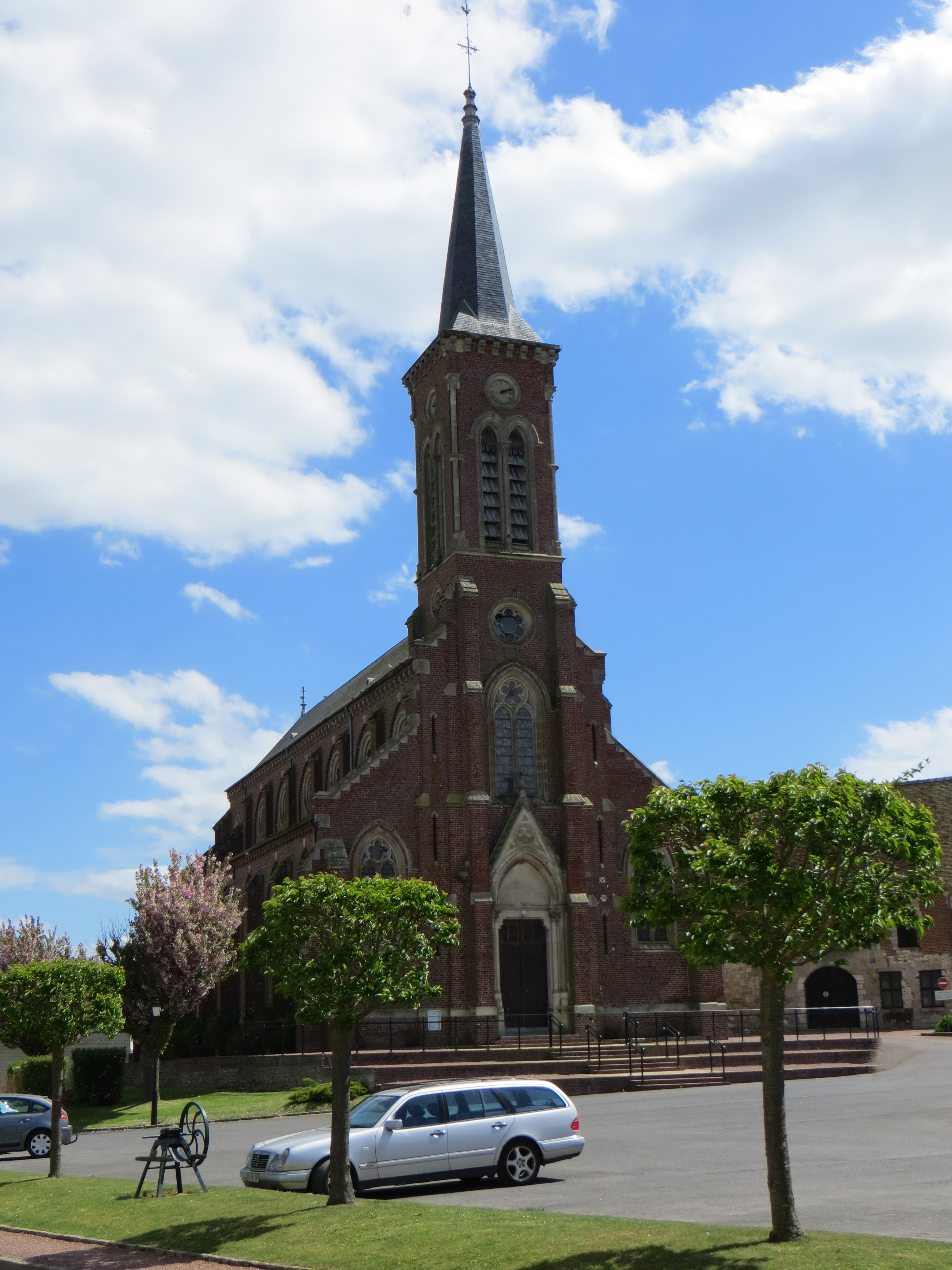
L'église Saint-Hilaire.
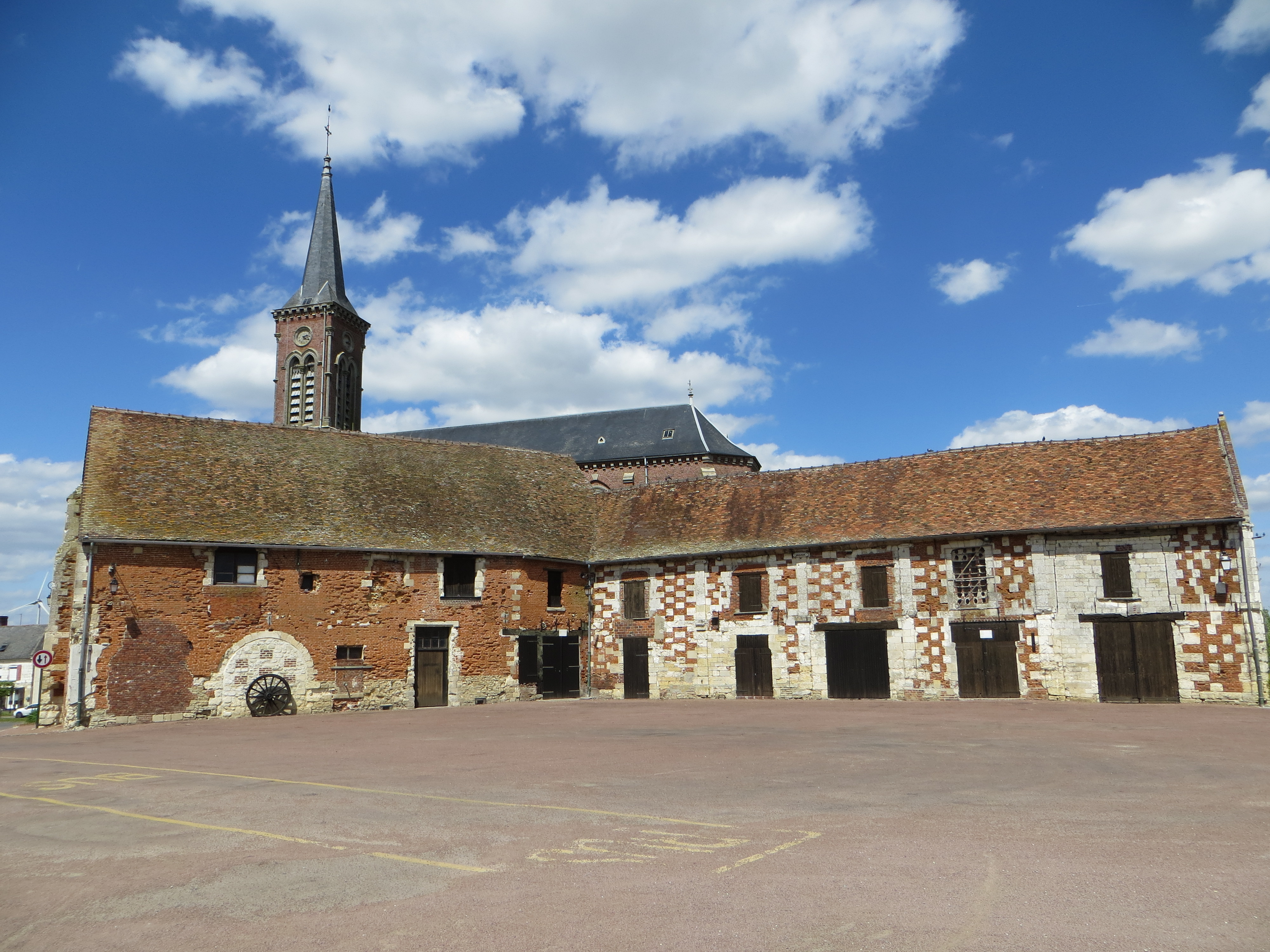
Le logis seigneurial.

### Personnalités liées à la commune
- Antoine Constantin de Prévost (1788-1857) : général de division en 1848 puis sénateur en 1854, y est né.

## Pour approfondir